# Васильченко Федір Андрійович
Федір Андрійович Васильченко (нар. 17 квітня 1950, Воронцовка, Краснотур'їнськ, Свердловська область, РРФСР) — радянський футболіст російського походження, нападник.

## Життєпис
Вихованець краснотур'їнського футболу. На дорослому рівні перші декілька років своєї кар'єри виступав у змаганнях КФК за «Труд» (Краснотур'їнськ).
У змаганнях майстрів дебютував у 24-річному віці в складі нижньотагільського «Уральця». У 1975 році перейшов в «Уралмаш», з яким у 1976 році став переможцем зонального турніру другої ліги. Найкращий бомбардир «Уралмашу» 1976 (19 голів) та 1978 років (13 голів). У 1979 році перейшов до запорізького «Металурга», який виступав у першій лізі, провів у команді два сезони, але не зміг витримати конкуренції з лідерами нападу клубу — Шарієм, Тимошенком та Шаріповим. В останні роки кар'єри виступав у другій лізі за «Шахтар» (Горлівка), тричі досягав позначки в 20 голів за сезон, найкращий результат — 28 голів у сезоні 1982 року.
Всього за кар'єру в першостях СРСР зіграв щонайменше 320 матчів та відзначився 148 голів, з них в першій лізі — 104 матчі та 24 голи, в другій лізі — понад 200 матчів і 124 голи. У Кубку СРСР виходив на поле в матчах проти клубів вищої ліги, в тому числі в розіграшах 1978 і 1980 років — проти московського «Торпедо».
Після закінчення спортивної кар'єри працював у сфері торгівлі. Проживає в Запоріжжі.

## Особисте життя
Син Андрій та онук Владислав займалися футболом на дитячо-юнацькому рівні в командах Запоріжжя.